# Aedes stricklandi
Aedes stricklandi é um espécie de mosquito do Género Aedes, pertencente à família Culicidae.